# 小笠原信淨
小笠原信淨，出生不詳，卒於1592年（?），是日本戰國時代的武將，津輕氏（大浦氏）的家臣。
在津輕為信還是姓大浦時就跟在身邊的重臣，於為信背叛南部氏攻擊石川高信時做出貢獻。與森岡信元、兼平綱則等人並稱津輕三老。